# Apostolic Church of Jesus Christ
Apostolic Church of Jesus Christ (ACJC) var ett tidigare trossamfund inom den amerikanska oneness-rörelsen, bildat 1927 i  Guthrie, Oklahoma, USA genom samgående mellan Apostolic Churches of Jesus Christ och Emmanuel's Church in Jesus Christ.
Det nya samfundet kom från starten att omfatta omkring 400 pingstpastorer.
1931 hölls en enhetskonferens i Columbus, Ohio med representanter för fyra onenesskyrkor. Under dessa överläggningar fick ACJC en propå om fusion med Pentecostal Ministerial Alliance, som funnits med i de samtal om samgående som ägde rum i samband med ACJC:s bildande. Istället valde ACJC senare samma år att ansluta sig till Pentecostal Assemblies of the World.